# 레오 탁실

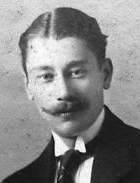

마리 조제프 가브리엘 앙투안 조강드파게스(프랑스어: Marie Joseph Gabriel Antoine Jogand-Pagès, 1854년 3월 21일 ~ 1907년 3월 31일)은 레오 탁실(Léo Taxil [leo taksil][*])이라는 필명으로 더 잘 알려진 프랑스의 언론인, 작가이다. 강경한 무신론자로서, 서로 적대하는 로마 가톨릭교회와 프리메이슨을 모두 골탕먹이기 위해 벌인 탁실의 날조극 사건으로 유명하다.